# 红巡回演唱会
紅色巡回演唱会（英語：The Red Tour），是美国創作歌手泰勒絲举办的第三场个人巡回演唱会，以宣传她的第四张录音室专辑《紅色》。2013年3月13日，巡演於美國內布拉斯加州奧馬哈正式開啟，最終於2014年6月12日在新加坡結束，一共巡迴了四大洲12個國家的86場。這是泰勒絲第一次在穆斯林國家如馬來西亞和印尼举办的巡回演唱会。
泰勒絲在巡演中主要表演了《红》中的歌曲，也表演了少量自己之前专辑中的歌曲。她在演出中使用了多种乐器，并多次更换了演出服装，从2014年5月起在亚洲的巡演开始，泰勒絲首次以《1989》时期的短发形象亮相，并正式宣布《红》时期的结束和《1989》时期的正式到来。在一些城市，泰勒絲更邀请了一些特别嘉宾与她同台演出。巡演获得了音樂評論家積極的评价，部分评论家注意到了泰勒絲曲风從鄉村风格往流行風格的轉變。
巡演取得了商业成功，最終獲得了1.5億美元票房收入，打破了提姆·麥克羅和菲絲·希爾2006年聯合巡演Soul2Soul巡迴演唱會的記錄，成為了巡迴演唱會收入最高的鄉村歌手。在2013年，巡演也以1.127億美元的年票房收入排行該年巡演票房第8。2013年年中，紅色巡迴演唱會經《告示牌》讀者評為最佳巡演之一。此外，巡演獲得了2013年青少年選擇獎的夏日票選巡演獎提名，但輸給了1世代的青春滿屋巡迴演唱會。

## 背景

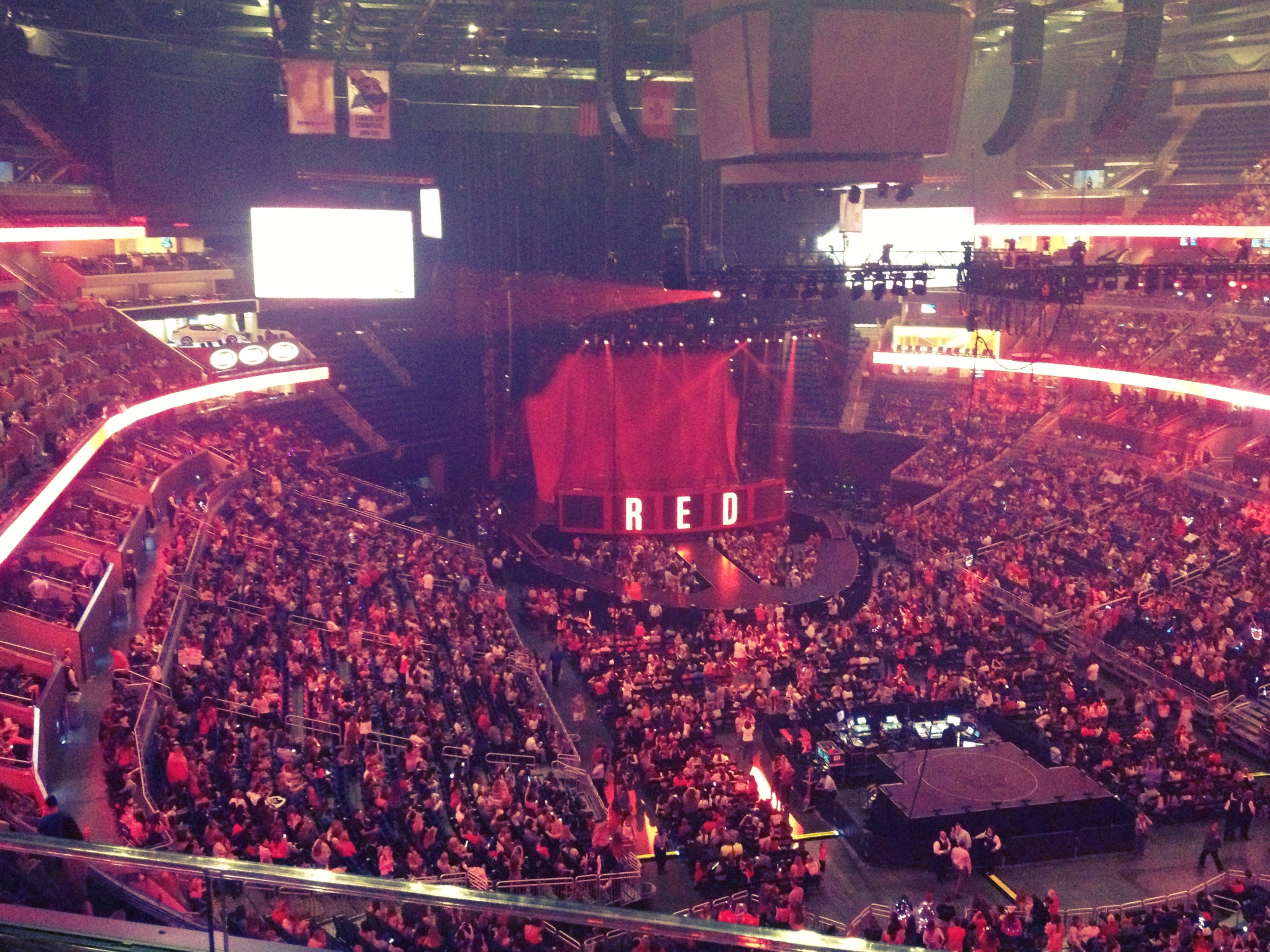
巡演奥兰多场表演开始前场景。

2012年10月22日，泰勒絲透过大機器唱片发行了她的第四张录音室专辑《紅色》，泰勒絲与丹·威森、馬克斯·馬丁、歇爾貝克、利茲·羅斯、傑克耐夫·李、加里·萊特波迪、和帕特里克·華倫等共同參與了專輯的創作。专辑的内容由泰勒絲亲身经历为灵感创作，风格有流行、乡村、摇滚等，广受乐评的好评，并取得了较大的商业成功。10月26日，泰勒絲在参加ABC特别节目时宣布，她将在2013年在北美开启一场新的巡回演唱会来宣传《红》。当时，泰勒絲计划巡演于3月13日在奥马哈开始，9月21日在納許維爾结束，在美国29个州和加拿大3个省共计45个城市进行58场演出。此外，她还表示，艾德·希兰将作为特邀嘉宾加入巡演的開場表演中。在《告示牌》的访谈中，泰勒絲说：“这场巡演将会是对这张唱片（《紅色》）的一次大型展览”。在巡演中，“我才能常常见到哪些歌曲是富有激情的歌曲，哪些歌曲是粉丝们为之尖叫最多的歌曲，而这些歌曲会被列入表演清单中，我实在想快点开始了。”在宣布巡演消息后，奧斯汀·瑪宏、喬爾·克洛斯、布雷特·埃爾德雷奇、佛喬航線和凱西·詹姆士陆续宣布加入北美巡演的開場表演中。
2013年年初，泰勒絲宣布增加在東盧瑟福和埃德蒙顿的三场演出。5月，团队公布了大洋洲的场次，计划在珀斯、悉尼、布里斯班、奥克兰和墨尔本五个城市演出。6月，霓虹树合唱团确认将在大洋洲场次表演。在9月北美场次结束后，泰勒絲公布了英国和德国的表演日程安排。10月上旬，凡普斯樂團宣布将在伦敦作开场表演。
2014年2月，泰勒絲公布了雅加达、马尼拉、曼谷、吉隆坡、新加坡和东京等亚洲场次的安排。3月，团队又宣布额外增加了上海场表演。虽然泰勒絲在泰国的演出门票售罄，但由于泰國軍事政變，团队取消了原计划在6月9日举办的曼谷场次，泰勒絲在Twitter上表示“对于演出的取消感到十分遗憾”。

## 曲目和嘉宾
以下列表仅以2013年3月27日在紐華克普天壽中心表演的曲目為代表，其他場次中出現的曲目變化已在下面列出。
1. 《恩寵狀態》
2. 《聖地》
3. 《红》
4. 《与我同在》2
5. 《幸運的人》
6. 《太刻薄》
7. 《留下來》/《呵嘿》（魯米尼爾樂團原唱） 1
8. 《差點按耐不住》或驚喜曲目 2
9. 《都變了》 （与艾德·希兰合唱） 2
10. 《重新開始》3
11. 《火花飞舞》
12. 《我知道你是大麻煩》
13. 《回憶太清晰》
14. 《愛的故事》
15. 《危險關係》4

安可曲目
1. 《絕對絕對分定了》

在其中一些場次，泰勒絲會對除驚喜曲目外的固定曲目進行調整，其中包括了替換一部分曲目或添加新曲目。以下列表列出了泰勒絲在巡演期間的所有曲目調整。
- 1自費城第二場開始，《留下來》/《呵嘿》從正式歌單中被移除。
- 2自奧克蘭第一場開始（倫敦場除外），《都變了》和「60年代風格混音版」《與我同在》從正式歌單中被移除，不插電版《與我同在》被加入到正式歌單中並取代《按耐不住》。
- 3自倫敦第一場開始，《重新開始》從正式歌單中被移除。
- 4自上海場開始，由於舞台規模縮減，《危險關係》從正式歌單中被移除。

泰勒絲在演唱會第9首時，有時會唱《差點按耐不住》（北美/英國場次）或《與我同在》（大洋洲/歐洲/亞洲場次），有時也會唱驚喜曲目，以下未列出的場次皆演唱《差點按耐不住》或《與我同在》。
- 在奧馬哈的第二场演出，斯威夫特表演了《白马》。[25]
- 在聖路易斯的第一场演出和東盧瑟福的演出中，斯威夫特表演了《早該拒絕》。[26][27]
- 在聖路易斯的第二场演出，斯威夫特表演了《冷漠如你》。[28]
- 在多倫多的第一場演出，斯威夫特表演了《提姆·麥格羅》。[29]
- 在哥伦比亚的演出，斯威夫特表演了《直到永遠》。[30]
- 在紐華克的第二场演出，斯威夫特表演了《我們的故事》。[31]
- 在紐華克的第三场演出，斯威夫特表演了《道歉於事無補》。[32]
- 在迈阿密的演出，斯威夫特表演了《宛若童話》。[33]
- 在克里夫蘭的演出，斯威夫特表演了《完美的一天》。[34]
- 在印第安納波利斯的演出，斯威夫特表演了《我的最愛》。[35]
- 在華盛頓哥倫比亞特區的演出，斯威夫特表演了《長不大》。[36]
- 在匹茲堡的演出，斯威夫特表演了《我們的歌》。[37]
- 在费城的第一场演出，斯威夫特和奧斯汀·瑪宏共同表演了《安然無恙》。[38][39]
- 在聖地牙哥的演出，斯威夫特表演了《十五岁》。[40]
- 在洛杉矶的第一场演出，斯威夫特表演了《有你有我》。[41]
- 在波特蘭的演出，斯威夫特表演了《愛情魔力》。[42]
- 在芝加哥、休斯敦和倫敦的第一场演出，斯威夫特表演了《無懼的愛》。[24][43][44]
- 在新加坡的第一场演出，斯威夫特表演了《淚灑吉他》。[45]
- 在格蘭岱爾的第一场演出，斯威夫特表演了《心神不寧》。[46]
- 在温哥华的演出，斯威夫特表演了《直到永遠》。[47]
- 在塔爾薩的演出，斯威夫特表演了《給史蒂芬》。[48]
- 在聖保羅的第一场演出，斯威夫特表演了《告訴我為什麼》。[49]
- 在夏律第鎮的演出，斯威夫特表演了《最後一吻》。[50]

泰勒絲為帶給粉絲驚喜，邀請特別嘉賓和她共同表演
- 2013年3月19日 - 聖路易斯：与耐利表演了《Hey Porsche》。[51]
- 2013年3月28日 - 紐華克：与霓虹樹合唱團成員泰勒·格伦表演了《Everybody Talks》。[31]
- 2013年3月29日 - 紐華克：與追隨者樂團成員派特·莫納漢表演了《Drive By》。[52]
- 2013年4月19日 - 亚特兰大：与巴比瑞表演了《Both of Us》。[53]
- 2013年7月13日 - 東盧瑟福：与打倒男孩成员派崔克·史坦普表演了《My Songs Know What You Did in the Dark (Light Em Up)》。[54]
- 2013年7月26日 - 福克斯堡：与卡莉·西蒙表演了《You're So Vain》。[55]
- 2013年8月19日 - 洛杉矶：与雪兒·洛薇表演了《Want U Back》，与莎拉·芭瑞黎絲表演了《Brave》。[41]
- 2013年8月20日 - 洛杉矶：与泰根與莎拉表演了《Closer》。[56]
- 2013年8月23日 - 洛杉矶：与艾麗·高登表演了《Anything Could Happen》。[57]
- 2013年8月24日 - 洛杉矶：与珍妮弗·洛佩兹表演了《Jenny from the Block》。[58]
- 2013年8月27日 - 沙加緬度：与雪警成員加里·萊特波迪表演了《The Last Time》。[59]
- 2013年9月19日 - 纳什维尔：与路克·布萊恩表演了《I Don't Want This Night to End》。[60]
- 2013年9月20日 - 纳什维尔：与雷可福磊斯表演了《What Hurts the Most》。[61]
- 2013年9月21日 - 纳什维尔：与亨特·海耶斯表演了《I Want Crazy》。[62]
- 2014年2月1日 - 伦敦：与艾德·希兰表演了《Lego House》。[24]
- 2014年2月2日 - 伦敦：与山姆·史密斯表演了《Money on My Mind》。[63]
- 2014年2月4日 - 伦敦：与手創樂團成员丹尼·奧多諾霍表演了《Breakeven》。[64][65]
- 2014年2月7日 - 柏林：与艾德·希兰表演了《I See Fire》。[66]
- 2014年2月10日 - 伦敦：与艾蜜莉·珊黛表演了《Next to Me》。[67]
- 2014年2月11日 - 伦敦：与艾麗·高登表演了《Burn》。[68]

## 演唱会日期
| 日期           | 城市               | 国家         | 场馆                  | 开场表演                               | 上座率                         | 票房收入     |
| 北美           | 北美               | 北美         | 北美                  | 北美                                   | 北美                           | 北美         |
| -------------- | ------------------ | ------------ | --------------------- | -------------------------------------- | ------------------------------ | ------------ |
| 2013年3月13日  | 奥马哈             | 美国         | 世纪互联中心奥马哈    | 紅髮艾德 布雷特·埃爾德雷奇             | 27,877 / 27,877                | $2,243,164   |
| 2013年3月14日  | 奥马哈             | 美国         | 世纪互联中心奥马哈    | 紅髮艾德 布雷特·埃爾德雷奇             | 27,877 / 27,877                | $2,243,164   |
| 2013年3月18日  | 圣路易斯           | 美国         | 史考特中心            | 紅髮艾德 布雷特·埃爾德雷奇             | 28,582 / 28,582                | $2,346,203   |
| 2013年3月19日  | 圣路易斯           | 美国         | 史考特中心            | 紅髮艾德 布雷特·埃爾德雷奇             | 28,582 / 28,582                | $2,346,203   |
| 2013年3月22日  | 夏洛特             | 美国         | 光譜中心              | 紅髮艾德 布雷特·埃爾德雷奇             | 14,686 / 14,686                | $1,162,733   |
| 2013年3月23日  | 哥伦比亚           | 美国         | 殖民生活球場          | 紅髮艾德 布雷特·埃爾德雷奇             | 12,490 / 12,490                | $996,114     |
| 2013年3月27日  | 紐華克             | 美国         | 普天壽中心            | 紅髮艾德 佛喬航線                      | 38,065 / 38,065                | $3,565,317   |
| 2013年3月28日  | 紐華克             | 美国         | 普天壽中心            | 紅髮艾德 佛喬航線                      | 38,065 / 38,065                | $3,565,317   |
| 2013年3月29日  | 紐華克             | 美国         | 普天壽中心            | 紅髮艾德 佛喬航線                      | 38,065 / 38,065                | $3,565,317   |
| 2013年4月10日  | 迈阿密             | 美国         | 美國航空球場          | 紅髮艾德 布雷特·埃爾德雷奇             | 12,808 / 12,808                | $1,010,175   |
| 2013年4月11日  | 奥兰多             | 美国         | 安麗中心              | 紅髮艾德 布雷特·埃爾德雷奇             | 25,617 / 25,617                | $2,054,128   |
| 2013年4月12日  | 奥兰多             | 美国         | 安麗中心              | 紅髮艾德 布雷特·埃爾德雷奇             | 25,617 / 25,617                | $2,054,128   |
| 2013年4月18日  | 亚特兰大           | 美国         | 飛利浦體育館          | 紅髮艾德 布雷特·埃爾德雷奇             | 25,471 / 25,471                | $2,048,023   |
| 2013年4月19日  | 亚特兰大           | 美国         | 飛利浦體育館          | 紅髮艾德 布雷特·埃爾德雷奇             | 25,471 / 25,471                | $2,048,023   |
| 2013年4月20日  | 坦帕               | 美国         | 坦帕湾时代球场        | 紅髮艾德 布雷特·埃爾德雷奇             | 14,080 / 14,080                | $1,132,095   |
| 2013年4月25日  | 克里夫蘭           | 美国         | 快貸球館              | 紅髮艾德 布雷特·埃爾德雷奇             | 15,336 / 15,336                | $1,247,605   |
| 2013年4月26日  | 印第安納波利斯     | 美国         | 班克斯人壽球馆        | 紅髮艾德 布雷特·埃爾德雷奇             | 13,573 / 13,573                | $1,082,042   |
| 2013年4月27日  | 列克星敦           | 美国         | 魯普球馆              | 紅髮艾德 布雷特·埃爾德雷奇             | 17,003 / 17,003                | $1,342,699   |
| 2013年5月4日   | 底特律             | 美国         | 福特球場              | 紅髮艾德 奧斯汀·瑪宏 布雷特·埃爾德雷奇 | 48,265 / 48,265                | $3,969,059   |
| 2013年5月7日   | 路易維爾           | 美国         | 肯德基百勝中心        | 紅髮艾德 佛喬航線                      | 15,135 / 15,135                | $1,246,491   |
| 2013年5月8日   | 哥伦布             | 美国         | 全國球館              | 紅髮艾德 佛喬航線                      | 14,267 / 14,267                | $1,155,170   |
| 2013年5月11日  | 華盛頓哥倫比亞特區 | 美国         | 威訊中心              | 紅髮艾德 布雷特·埃爾德雷奇             | 27,619 / 27,619                | $2,489,205   |
| 2013年5月12日  | 華盛頓哥倫比亞特區 | 美国         | 威訊中心              | 紅髮艾德 布雷特·埃爾德雷奇             | 27,619 / 27,619                | $2,489,205   |
| 2013年5月16日  | 休斯敦             | 美国         | 豐田中心              | 紅髮艾德 布雷特·埃爾德雷奇             | 12,467 / 12,467                | $961,422     |
| 2013年5月21日  | 奧斯汀             | 美国         | 弗兰克·欧文中心       | 紅髮艾德 佛喬航線                      | 11,916 / 11,916                | $935,631     |
| 2013年5月22日  | 圣安东尼奥         | 美国         | AT&T中心              | 紅髮艾德 佛喬航線                      | 13,974 / 13,974                | $1,105,253   |
| 2013年5月25日  | 阿灵顿             | 美国         | 牛仔體育場            | 紅髮艾德 奧斯汀·瑪宏 佛喬航線          | 53,020 / 53,020                | $4,589,266   |
| 2013年5月28日  | 格蘭岱爾           | 美国         | Jobing.com體育場      | 紅髮艾德 喬爾·克洛斯                   | 26,705 / 26,705                | $2,239,370   |
| 2013年5月29日  | 格蘭岱爾           | 美国         | Jobing.com體育場      | 紅髮艾德 喬爾·克洛斯                   | 26,705 / 26,705                | $2,239,370   |
| 2013年6月1日   | 盐湖城             | 美国         | 生活智能家居球馆      | 紅髮艾德 喬爾·克洛斯                   | 14,007 / 14,007                | $1,139,360   |
| 2013年6月2日   | 丹佛               | 美国         | 百事中心              | 紅髮艾德 喬爾·克洛斯                   | 13,489 / 13,489                | $1,076,069   |
| 2013年6月14日  | 多伦多             | 加拿大       | 羅渣士中心            | 紅髮艾德 奧斯汀·瑪宏 喬爾·克洛斯       | 87,627 / 87,627                | $7,863,310   |
| 2013年6月15日  | 多伦多             | 加拿大       | 羅渣士中心            | 紅髮艾德 奧斯汀·瑪宏 喬爾·克洛斯       | 87,627 / 87,627                | $7,863,310   |
| 2013年6月22日  | 温尼伯             | 加拿大       | 投資人集團體育場      | 紅髮艾德 奧斯汀·瑪宏 喬爾·克洛斯       | 33,061 / 33,061                | $3,175,430   |
| 2013年6月25日  | 埃德蒙顿           | 加拿大       | 瑞克蘇爾之地          | 紅髮艾德 喬爾·克洛斯                   | 25,663 / 25,663                | $2,379,870   |
| 2013年6月26日  | 埃德蒙顿           | 加拿大       | 瑞克蘇爾之地          | 紅髮艾德 喬爾·克洛斯                   | 25,663 / 25,663                | $2,379,870   |
| 2013年6月29日  | 溫哥華             | 加拿大       | 卑詩體育館            | 紅髮艾德 奧斯汀·瑪宏 喬爾·克洛斯       | 41,142 / 41,142                | $3,974,410   |
| 2013年7月6日   | 匹兹堡             | 美国         | 海因斯体育场          | 紅髮艾德 奧斯汀·瑪宏 喬爾·克洛斯       | 56,047 / 56,047                | $4,718,518   |
| 2013年7月13日  | 東盧瑟福           | 美国         | 大都會人壽體育場      | 紅髮艾德 奧斯汀·瑪宏 喬爾·克洛斯       | 52,399 / 52,399                | $4,670,011   |
| 2013年7月19日  | 費城               | 美国         | 林肯金融體育場        | 紅髮艾德 奧斯汀·瑪宏 喬爾·克洛斯       | 101,277 / 101,277              | $8,822,335   |
| 2013年7月20日  | 費城               | 美国         | 林肯金融體育場        | 紅髮艾德 奧斯汀·瑪宏 喬爾·克洛斯       | 101,277 / 101,277              | $8,822,335   |
| 2013年7月26日  | 福克斯堡           | 美国         | 吉列体育场            | 紅髮艾德 奧斯汀·瑪宏 喬爾·克洛斯       | 110,712 / 110,712              | $9,464,063   |
| 2013年7月27日  | 福克斯堡           | 美国         | 吉列体育场            | 紅髮艾德 奧斯汀·瑪宏 喬爾·克洛斯       | 110,712 / 110,712              | $9,464,063   |
| 2013年8月1日   | 德梅因             | 美国         | 富國銀行中心          | 紅髮艾德 佛喬航線                      | 13,368 / 13,368                | $1,075,576   |
| 2013年8月2日   | 堪薩斯城           | 美国         | 斯普林特中心          | 紅髮艾德 佛喬航線                      | 26,412 / 26,412                | $2,093,172   |
| 2013年8月3日   | 堪薩斯城           | 美国         | 斯普林特中心          | 紅髮艾德 佛喬航線                      | 26,412 / 26,412                | $2,093,172   |
| 2013年8月6日   | 威奇托             | 美国         | 信托银行体育场        | 紅髮艾德 凱西·詹姆斯                   | 12,231 / 12,231                | $983,882     |
| 2013年8月7日   | 塔爾薩             | 美国         | BOK中心               | 紅髮艾德 凱西·詹姆斯                   | 10,949 / 10,949                | $868,955     |
| 2013年8月10日  | 芝加哥             | 美国         | 军人球场              | 紅髮艾德 奧斯汀·瑪宏 凱西·詹姆斯       | 50,809 / 50,809                | $4,149,148   |
| 2013年8月15日  | 聖地牙哥           | 美国         | 山谷景色博彩中心      | 紅髮艾德 凱西·詹姆斯                   | 10,872 / 10,872                | $948,541     |
| 2013年8月19日  | 洛杉矶             | 美国         | 斯台普斯中心          | 紅髮艾德 凱西·詹姆斯                   | 55,829 / 55,829                | $4,734,463   |
| 2013年8月20日  | 洛杉矶             | 美国         | 斯台普斯中心          | 紅髮艾德 凱西·詹姆斯                   | 55,829 / 55,829                | $4,734,463   |
| 2013年8月23日  | 洛杉矶             | 美国         | 斯台普斯中心          | 紅髮艾德 凱西·詹姆斯                   | 55,829 / 55,829                | $4,734,463   |
| 2013年8月24日  | 洛杉矶             | 美国         | 斯台普斯中心          | 紅髮艾德 凱西·詹姆斯                   | 55,829 / 55,829                | $4,734,463   |
| 2013年8月27日  | 沙加緬度           | 美国         | 睡眠火車球館          | 紅髮艾德 凱西·詹姆斯                   | 12,795 / 12,795                | $1,138,103   |
| 2013年8月30日  | 波特蘭             | 美国         | 摩達中心              | 紅髮艾德 凱西·詹姆斯                   | 13,952 / 13,952                | $1,084,760   |
| 2013年8月31日  | 塔科马             | 美国         | 塔科马穹顶体育馆      | 紅髮艾德 凱西·詹姆斯                   | 20,348 / 20,348                | $1,584,049   |
| 2013年9月6日   | 法戈               | 美国         | 法戈穹顶体育馆        | 紅髮艾德 凱西·詹姆斯                   | 21,073 / 21,073                | $1,661,578   |
| 2013年9月7日   | 圣保罗             | 美国         | 艾克賽爾能量中心      | 紅髮艾德 凱西·詹姆斯                   | 28,920 / 28,920                | $2,320,937   |
| 2013年9月8日   | 圣保罗             | 美国         | 艾克賽爾能量中心      | 紅髮艾德 凱西·詹姆斯                   | 28,920 / 28,920                | $2,320,937   |
| 2013年9月12日  | 格林斯伯勒         | 美国         | 格林斯博罗体育馆      | 紅髮艾德 凱西·詹姆斯                   | 13,650 / 13,650                | $1,109,253   |
| 2013年9月13日  | 罗利               | 美国         | PNC体育馆             | 紅髮艾德 凱西·詹姆斯                   | 13,941 / 13,941                | $1,088,612   |
| 2013年9月14日  | 夏律第鎮           | 美国         | 约翰·保罗·琼斯竞技场  | 紅髮艾德 凱西·詹姆斯                   | 12,689 / 12,689                | $997,216     |
| 2013年9月19日  | 纳什维尔           | 美国         | 石桥竞技场            | 紅髮艾德 凱西·詹姆斯                   | 41,292 / 41,292                | $3,336,545   |
| 2013年9月20日  | 纳什维尔           | 美国         | 石桥竞技场            | 紅髮艾德 凱西·詹姆斯                   | 41,292 / 41,292                | $3,336,545   |
| 2013年9月21日  | 纳什维尔           | 美国         | 石桥竞技场            | 紅髮艾德 凱西·詹姆斯                   | 41,292 / 41,292                | $3,336,545   |
| 大洋洲         |                    |              |                       |                                        |                                |              |
| 2013年11月29日 | 奧克蘭             | 新西兰       | 维克多体育场          | 霓虹樹合唱團                           | 30,799 / 30,799                | $3,100,290   |
| 2013年11月30日 | 奧克蘭             | 新西兰       | 维克多体育场          | 霓虹樹合唱團                           | 30,799 / 30,799                | $3,100,290   |
| 2013年12月1日  | 奧克蘭             | 新西兰       | 维克多体育场          | 霓虹樹合唱團                           | 30,799 / 30,799                | $3,100,290   |
| 2013年12月4日  | 悉尼               |              | 安聯體育場            | 居伊·塞巴斯蒂安 霓虹樹合唱團           | 40,930 / 40,930                | $4,096,060   |
| 2013年12月7日  | 布里斯班           | 新確體育場   | 38,907 / 38,907       | 居伊·塞巴斯蒂安 霓虹樹合唱團           | $3,895,810                     |              |
| 2013年12月11日 | 悉尼               | 尼布體育場   | 21,827 / 21,827       | 居伊·塞巴斯蒂安 霓虹樹合唱團           | $2,364,080                     |              |
| 2013年12月14日 | 墨爾本             | 伊蒂哈德球場 | 47,257 / 47,257       | 居伊·塞巴斯蒂安 霓虹樹合唱團           | $4,547,250                     |              |
| 欧洲           |                    |              |                       |                                        |                                |              |
| 2014年2月1日   | 伦敦               | 英国         | O2體育館              | 凡普斯樂團                             | 74,740 / 74,740                | $5,829,240   |
| 2014年2月2日   | 伦敦               | 英国         | O2體育館              | 凡普斯樂團                             | 74,740 / 74,740                | $5,829,240   |
| 2014年2月4日   | 伦敦               | 英国         | O2體育館              | 凡普斯樂團                             | 74,740 / 74,740                | $5,829,240   |
| 2014年2月7日   | 柏林               | 德国         | O2世界体育馆          | 安德烈斯·布拉尼                        | 10,350 / 10,350                | $755,006     |
| 2014年2月10日  | 倫敦               | 英国         | O2體育館              | 凡普斯樂團                             | [ a ]                          | [ a ]        |
| 2014年2月11日  | 倫敦               | 英国         | O2體育館              | 凡普斯樂團                             | [ a ]                          | [ a ]        |
| 亚洲           |                    |              |                       |                                        |                                |              |
| 2014年5月30日  | 上海               | 中国         | 梅赛德斯-奔驰文化中心 | 不適用                                 | 12,793 / 12,793                | $1,864,934   |
| 2014年6月1日   | 埼玉               | 日本         | 埼玉超級競技場        | CTS                                    | 20,046 / 20,046                | $1,837,147   |
| 2014年6月4日   | 雅加达             | 印度尼西亞   | MEIS安可              | Nicole Zefanya                         | 8,130 / 8,130                  | $1,481,473   |
| 2014年6月6日   | 马尼拉             | 菲律賓       | 亞洲購物中心體育館    | Meg Bucsit                             | 9,775 / 9,775                  | $1,511,662   |
| 2014年6月9日   | 新加坡             | 新加坡       | 新加坡室内体育馆      | Imprompt-3                             | 16,344 / 16,344                | $2,524,080   |
| 2014年6月11日  | 吉隆坡             | 马来西亚     | 布特拉體育館          | IamNeeta                               | 7,525 / 7,525                  | $998,608     |
| 2014年6月12日  | 新加坡             | 新加坡       | 新加坡室内体育馆      | Imprompt-3                             | [ c ]                          | [ c ]        |
| 总计           | 总计               | 总计         | 总计                  | 总计                                   | 1,702,933 / 1,702,933 （100%） | $150,184,971 |

## 取消的演出
| 日期         | 城市 | 国家 | 场馆           | 取消理由           |
| ------------ | ---- | ---- | -------------- | ------------------ |
| 2014年6月9日 | 曼谷 | 泰國 | Impact会展中心 | 2014年泰國軍事政變 |

## 注解
1. 1 2 3 4  本数据为2月1日、2日、4日、10日与11日票房收入总和。
2. ↑  雖然埼玉市並不屬於東京都東京市，但由於其與東京相鄰，在巡演期間泰勒絲的團隊仍將本場按東京場算。
3. 1 2 3 4  本数据为6月9日与12日票房收入总和。